# Leichtathletik-Länderkampf der Männer 1975 Finnland – BR Deutschland / BR Deutschland – Polen
| 4./5. Leichtathletik-Länderkampf mit bundesdeutscher Beteiligung 1975          | 4./5. Leichtathletik-Länderkampf mit bundesdeutscher Beteiligung 1975 |
| ------------------------------------------------------------------------------ | --------------------------------------------------------------------- |
|                                                                                |                                                                       |
| Ländervergleich der Männer: Finnland – BR Deutschland / BR Deutschland – Polen |                                                                       |
| Austragungsort                                                                 | Helsinki                                                              |
| Wettbewerbe                                                                    | 21                                                                    |
| Datum                                                                          | 6./7. Juni                                                            |
| 1. FRG 2. FIN                                                                  | 124 Punkte 099 Punkte                                                 |
| 1. FRG 2. POL                                                                  | 121 Punkte 102 Punkte                                                 |
| Chronik                                                                        |                                                                       |
| ← GBR-FRG-MEX Geher (M)                                                        | FIN-FRG/FRG-POL (Frauen) →                                            |

Die vierte Veranstaltung des Länderkampfjahres 1975 war die erste und einzige der Männer, in der drei Gegner in jeweils zwei getrennten Zweiländerkämpfen gewertet wurden. Die Gegner am 6./7. Juni waren in Helsinki Ausrichter Finnland und im zweiten gewerteten Vergleich Polen. Gleichzeitig wurde am selben Ort auch ein Länderkampf der Frauen gegen dieselben Kontrahenten ausgetragen.
Die letzten Aufeinandertreffen mit Finnland lagen schon ein paar Jahre zurück. Es hatte insgesamt neun Begegnungen zwischen den beiden Ländern gegeben, zuletzt 1969 und 1971. In der Bilanz führte die Bundesrepublik sieben zu drei, häufig war der Ausgang eng gewesen.
Gegen das starke Team aus Polen hatten die bundesdeutschen Leichtathleten mit vier zu sieben bei einem Unentschieden eine negative Bilanz. Das letzte Aufeinandertreffen hatte die Bundesrepublik im Vorjahr allerdings für sich entschieden.

## Modus
Auf dem Programm stand neben den bei Länderkämpfen üblichen zwanzig Disziplinen zusätzlich noch das 10.000-Meter-Bahngehen. Aus dem olympischen Wettbewerbskatalog fehlten nur der Marathonlauf, die beiden Disziplinen im Straßengehen und der Zehnkampf. Am Start waren zwei Teilnehmer je Land und Wettbewerb. Die Punkte wurden in beiden Länderkämpfen nach dem Standradsystem vergeben.

## Ergebnis
Gegen Finnland gab es für die bundesdeutschen Leichtathleten im Bereich Sprung mit nur einem Sieg gegenüber drei Disziplinerfolgen der Finnen ein negatives Abschneiden. Die Kategorie Wurf/Stoß endete bei zwei Siegen für jedes Team zwischen der Bundesrepublik und Finnland unentschieden. In den Einzelläufen waren die bundesdeutschen Vertreter sieben Mal vorn, die Finnen drei Mal. Auch beide Staffeln gingen an die Bundesrepublik. Damit gab es nach der knappen Niederlage 1969 nun mit 124 zu 99 Punkten gegen Finnland wieder einen bundesdeutschen Sieg.
Im Vergleich mit Polen lagen die bundesdeutschen Sportler in den Einzelläufen mit sechs zu vier Siegen vorn. Wie gegen Finnland gingen beide Staffeln an die Bundesrepublik. Einzig im Bereich Sprung war Polen das dominante Team. Alle vier Sprungwettbewerbe sicherte sich die polnische Mannschaft. Von den Würfen gewann die Bundesrepublik drei, ihre polnischen Gegner entschieden hier nur den Diskuswurf für sich. So setzten sich die bundesdeutschen Sportler hier in Helsinki mit 121 zu 102 Punkten gegen Polen durch und verbesserten damit ihre Bilanz bei einem Remis auf fünf zu sieben.

## Einzelresultate

### 100 m
| Platz | Athlet               | Land | Zeit (s) | Länderkampfwertung | Länderkampfwertung |
| ----- | -------------------- | ---- | -------- | ------------------ | ------------------ |
| 1     | Zenon Licznerski     | POL  | 10,62    | 1. FRG 2. FIN      | 8 P 3 P            |
| 2     | Klaus-Dieter Bieler  | FRG  | 10,67    | 1. FRG 2. FIN      | 8 P 3 P            |
| 3     | Dieter Steinmann     | FRG  | 10,78    | 1. FRG 2. FIN      | 8 P 3 P            |
| 4     | Raimo Vilén          | FIN  | 10,83    | 1. POL 2. FRG      | 6 P 5 P            |
| 5     | Andrzej Świerczyński | POL  | 10,84    | 1. POL 2. FRG      | 6 P 5 P            |
| 6     | Raimo Räty           | FIN  | 10,93    | 1. POL 2. FRG      | 6 P 5 P            |

Datum: 6. Juni

### 200 m
| Platz | Athlet               | Land | Zeit (s) | Länderkampfwertung | Länderkampfwertung |
| ----- | -------------------- | ---- | -------- | ------------------ | ------------------ |
| 1     | Antti Rajamäki       | FIN  | 21,05    | 1. FIN 2. FRG      | 6 P 5 P            |
| 2     | Klaus Ehl            | FRG  | 21,24    | 1. FIN 2. FRG      | 6 P 5 P            |
| 3     | Zenon Licznerski     | POL  | 21,46    | 1. FIN 2. FRG      | 6 P 5 P            |
| 4     | Karlheinz Weisenseel | FRG  | 21,74    | 1. FRG 2. POL      | 7 P 4 P            |
| 5     | Marek Bedyński       | POL  | 21,64    | 1. FRG 2. POL      | 7 P 4 P            |
| 6     | Markku Kukkoaho      | FIN  | 21,68    | 1. FRG 2. POL      | 7 P 4 P            |

Datum: 7. Juni

### 400 m
| Platz | Athlet                 | Land | Zeit (s) | Länderkampfwertung | Länderkampfwertung |
| ----- | ---------------------- | ---- | -------- | ------------------ | ------------------ |
| 1     | Horst-Rüdiger Schlöske | FRG  | 46,20    | 1. FRG 2. FIN      | 8 P 3 P            |
| 2     | Franz-Peter Hofmeister | FRG  | 46,49    | 1. FRG 2. FIN      | 8 P 3 P            |
| 3     | Markku Kukkoaho        | FIN  | 46,52    | 1. FRG 2. FIN      | 8 P 3 P            |
| 4     | Zbigniew Jaremski      | POL  | 46,79    | 1. FRG 2. POL      | 8 P 3 P            |
| 5     | Ossi Karttunen         | FIN  | 47,07    | 1. FRG 2. POL      | 8 P 3 P            |
| 6     | Henryk Galant          | POL  | 47,82    | 1. FRG 2. POL      | 8 P 3 P            |

Datum: 6. Juni

### 800 m
| Platz | Athlet            | Land | Zeit (min) | Länderkampfwertung | Länderkampfwertung |
| ----- | ----------------- | ---- | ---------- | ------------------ | ------------------ |
| 1     | Willi Wülbeck     | FRG  | 1:48,10    | 1. FRG 2. FIN      | 8 P 3 P            |
| 2     | Heinz Langenbach  | FRG  | 1:48,34    | 1. FRG 2. FIN      | 8 P 3 P            |
| 3     | Marian Gęsicki    | POL  | 1:48,68    | 1. FRG 2. FIN      | 8 P 3 P            |
| 4     | Waldemar Gondek   | POL  | 1:49,06    | 1. FRG 2. POL      | 8 P 3 P            |
| 5     | Heikki Hämäläinen | FIN  | 1:50,83    | 1. FRG 2. POL      | 8 P 3 P            |
| 6     | Antti Loikkanen   | FIN  | 1:52,61    | 1. FRG 2. POL      | 8 P 3 P            |

Datum: 6. Juni

### 1500 m
| Platz | Athlet             | Land | Zeit (min) | Länderkampfwertung | Länderkampfwertung |
| ----- | ------------------ | ---- | ---------- | ------------------ | ------------------ |
| 1     | Thomas Wessinghage | FRG  | 3:39,4     | 1. FRG 2. FIN      | 7 P 4 P            |
| 2     | Michał Skowronek   | POL  | 3:39,9     | 1. FRG 2. FIN      | 7 P 4 P            |
| 3     | Henryk Wasilewski  | POL  | 3:40,0     | 1. FRG 2. FIN      | 7 P 4 P            |
| 4     | Markku Laine       | FIN  | 3:42,6     | 1. FRG 2. POL      | 6 P 5 P            |
| 5     | Jürgen Roters      | FRG  | 3:43,2     | 1. FRG 2. POL      | 6 P 5 P            |
| 6     | Heikki Vakkuri     | FIN  | 3:44,3     | 1. FRG 2. POL      | 6 P 5 P            |

Datum: 7. Juni

### 5000 m
| Platz | Athlet                  | Land | Zeit (min) | Länderkampfwertung | Länderkampfwertung |
| ----- | ----------------------- | ---- | ---------- | ------------------ | ------------------ |
| 1     | Pekka Päivärinta        | FIN  | 13:40,0    | 1. FIN 2. FRG      | 8 P 3 P            |
| 2     | Lasse Virén             | FIN  | 13:42,4    | 1. FIN 2. FRG      | 8 P 3 P            |
| 3     | Klaus-Peter Hildenbrand | FRG  | 13:43,4    | 1. FIN 2. FRG      | 8 P 3 P            |
| 4     | Hans-Jürgen Orthmann    | FRG  | 13:47,2    | 1. FRG 2. POL      | 8 P 3 P            |
| 5     | Jan Debski              | POL  | 13:51,8    | 1. FRG 2. POL      | 8 P 3 P            |
| 6     | Andrzei Jarosiewicz     | POL  | 13:59,8    | 1. FRG 2. POL      | 8 P 3 P            |

Datum: 6. Juni

### 10.000 m
| Platz | Athlet           | Land | Zeit (min) | Länderkampfwertung | Länderkampfwertung |
| ----- | ---------------- | ---- | ---------- | ------------------ | ------------------ |
| 1     | Detlef Uhlemann  | FRG  | 28:11,6    | 1. FRG 2. FIN      | 7 P 4 P            |
| 2     | Seppo Tuominen   | FIN  | 28:15,0    | 1. FRG 2. FIN      | 7 P 4 P            |
| 3     | Henryk Nagala    | POL  | 28:36,8    | 1. FRG 2. FIN      | 7 P 4 P            |
| 4     | Wolfgang Krüger  | FRG  | 28:49,2    | 1. FRG 2. POL      | 7 P 4 P            |
| 5     | Aarno Ristimäki  | FIN  | 28:58,4    | 1. FRG 2. POL      | 7 P 4 P            |
| 6     | Ryszard Kopiiarz | POL  | 29:04‚6    | 1. FRG 2. POL      | 7 P 4 P            |

Datum: 7. Juni

### 110 m Hürden
| Platz | Athlet              | Land | Zeit (s) | Länderkampfwertung | Länderkampfwertung |
| ----- | ------------------- | ---- | -------- | ------------------ | ------------------ |
| 1     | Mirosław Wodzyński  | POL  | 13,89    | 1. FRG 2. FIN      | 8 P 3 P            |
| 2     | Jan Pusty           | POL  | 13,92    | 1. FRG 2. FIN      | 8 P 3 P            |
| 3     | Dieter Gebhard      | FRG  | 14,22    | 1. FRG 2. FIN      | 8 P 3 P            |
| 4     | Hans-Walter Schmitt | FRG  | 14,33    | 1. POL 2. FRG      | 8 P 3 P            |
| 5     | Raimo Alanen        | FIN  | 14,55    | 1. POL 2. FRG      | 8 P 3 P            |
| 6     | Jouko Kokkonen      | FIN  | 14,62    | 1. POL 2. FRG      | 8 P 3 P            |

Datum: 7. Juni

### 400 m Hürden
| Platz | Athlet           | Land | Zeit (s) | Länderkampfwertung | Länderkampfwertung |
| ----- | ---------------- | ---- | -------- | ------------------ | ------------------ |
| 1     | Jerzy Hewelt     | POL  | 50,58    | 1. FRG 2. FIN      | 7 P 4 P            |
| 2     | Rolf Ziegler     | FRG  | 51,07    | 1. FRG 2. FIN      | 7 P 4 P            |
| 3     | Raimo Alanen     | FIN  | 51,75    | 1. FRG 2. FIN      | 7 P 4 P            |
| 4     | Dieter Friedrich | FRG  | 51,82    | 1. POL 2. FRG      | 6 P 5 P            |
| 5     | Reijo Koivu      | FIN  | 52,10    | 1. POL 2. FRG      | 6 P 5 P            |
| 6     | Aleksandr Piątek | POL  | 52,73    | 1. POL 2. FRG      | 6 P 5 P            |

Datum: 6. Juni

### 3000 m Hindernis
| Platz | Athlet               | Land | Zeit (min) | Länderkampfwertung | Länderkampfwertung |
| ----- | -------------------- | ---- | ---------- | ------------------ | ------------------ |
| 1     | Tapio Kantanen       | FIN  | 8:18,0     | 1. FIN 2. FRG      | 6 P 5 P            |
| 2     | Bronisław Malinowski | POL  | 8:18,6     | 1. FIN 2. FRG      | 6 P 5 P            |
| 3     | Michael Karst        | FRG  | 8:26,8     | 1. FIN 2. FRG      | 6 P 5 P            |
| 4     | Gerd Frähmcke        | FRG  | 8:29,4     | 1. FRG 2. POL      | 6 P 5 P            |
| 5     | Henryk Lesiuk        | POL  | 8:30,2     | 1. FRG 2. POL      | 6 P 5 P            |
| 6     | Mikko Ala-Leppilampi | FIN  | 8:58,6     | 1. FRG 2. POL      | 6 P 5 P            |

Datum: 6. Juni

### 4 × 100 m Staffel
| Platz | Besetzung      | Land                                                               | Zeit (s) | Länderkampfwertung | Länderkampfwertung |
| ----- | -------------- | ------------------------------------------------------------------ | -------- | ------------------ | ------------------ |
| 1     | BR Deutschland | Dieter Steinmann Klaus-Dieter Bieler Klaus Ehl Reinhard Borchert   | 39,61    | 1. FRG 2. FIN      | 5 P 2 P            |
| 2     | Polen          | Ryszard Mardy Andrzej Świerczyński Zenon Licznerski Marek Bedynski | 39,89    | 1. FRG 2. POL      | 5 P 2 P            |
| 3     | Finnland       | Antti Rajamäki Raimo Vilén Markku Juhola Raimo Räty                | 40,51    | 1. FRG 2. POL      | 5 P 2 P            |

Datum: 6. Juni

### 4 × 400 m Staffel
| Platz | Besetzung      | Land                                                                    | Zeit (min) | Länderkampfwertung | Länderkampfwertung |
| ----- | -------------- | ----------------------------------------------------------------------- | ---------- | ------------------ | ------------------ |
| 1     | BR Deutschland | Günter Karge Lothar Krieg Horst-Rüdiger Schlöske Franz-Peter Hofmeister | 3:05,8     | 1. FRG 2. FIN      | 5 P 2 P            |
| 2     | Polen          | Henryk Galant Roman Siedlicki Marian Gęsicki Zbigniew Jaremski          | 3:06,5     | 1. FRG 2. POL      | 5 P 2 P            |
| 3     | Finnland       | Markku Taskinen Jaakko Kemola Hannu Mäkelä Ossi Karttunen               | 3:11,3     | 1. FRG 2. POL      | 5 P 2 P            |

Datum: 7. Juni

### 20.000 m Bahngehen
| Platz | Athlet            | Land | Zeit (h) | Länderkampfwertung | Länderkampfwertung |
| ----- | ----------------- | ---- | -------- | ------------------ | ------------------ |
| 1     | Bernd Kannenberg  | FRG  | 42:29,0  | 1. FRG 2. FIN      | 6 P 5 P            |
| 2     | Jan Ornoch        | POL  | 43:07,4  | 1. FRG 2. FIN      | 6 P 5 P            |
| 3     | Paavo Pohjolainen | FIN  | 43:33,0  | 1. FRG 2. FIN      | 6 P 5 P            |
| 4     | Reima Salonen     | FIN  | 44:34,6  | 1. FRG 2. POL      | 7 P 4 P            |
| 5     | Gerhard Weidner   | FRG  | 44:46,0  | 1. FRG 2. POL      | 7 P 4 P            |
| 6     | Jerzy Pater       | POL  | 45:11,4  | 1. FRG 2. POL      | 7 P 4 P            |

Datum: 6. Juni

### Hochsprung
| Platz | Athlet          | Land | Höhe (m) | Länderkampfwertung | Länderkampfwertung |
| ----- | --------------- | ---- | -------- | ------------------ | ------------------ |
| 1     | Jacek Wszoła    | POL  | 2,17     | 1. FIN 2. FRG      | 7 P 4 P            |
| 2     | Harri Sundell   | FIN  | 2,14     | 1. FIN 2. FRG      | 7 P 4 P            |
| 3     | Walter Boller   | FRG  | 2,14     | 1. FIN 2. FRG      | 7 P 4 P            |
| 4     | Asko Pesonen    | FIN  | 2,11     | 1. FRG 2. POL      | 6 P 5 P            |
| 5     | Udo Haffer      | FRG  | 2,05     | 1. FRG 2. POL      | 6 P 5 P            |
| 6     | Mihal Grotowski | POL  | 2,00     | 1. FRG 2. POL      | 6 P 5 P            |

Datum: 6. Juni

### Stabhochsprung
| Platz | Athlet                | Land | Höhe (m) | Länderkampfwertung | Länderkampfwertung |
| ----- | --------------------- | ---- | -------- | ------------------ | ------------------ |
| 1     | Władysław Kozakiewicz | POL  | 5,20     | 1. FIN 2. FRG      | 6 P 5 P            |
| 2     | Antti Kalliomäki      | FIN  | 5,20     | 1. FIN 2. FRG      | 6 P 5 P            |
| 3     | Wojciech Buciarski    | POL  | 5,20     | 1. FIN 2. FRG      | 6 P 5 P            |
| 4     | Robert Anders         | FRG  | 5,10     | 1. POL 2. FRG      | 8 P 3 P            |
| 5     | Günther Lohre         | FRG  | 5,00     | 1. POL 2. FRG      | 8 P 3 P            |
| 6     | Auvo Pehkoranta       | FIN  | 4,80     | 1. POL 2. FRG      | 8 P 3 P            |

Datum: 7. Juni

### Weitsprung
Der sechstplatzierte Cyril O'Regan verletzte sich während des Wettkampfs.
| Platz | Athlet            | Land | Weite (m) | Länderkampfwertung | Länderkampfwertung |
| ----- | ----------------- | ---- | --------- | ------------------ | ------------------ |
| 1     | Grzegorz Cybulski | POL  | 7,88      | 1. FRG 2. FIN      | 7 P 4 P            |
| 2     | Helmut Klöck      | FRG  | 7,59      | 1. FRG 2. FIN      | 7 P 4 P            |
| 3     | Andrzej Kedziersk | POL  | 7,46      | 1. FRG 2. FIN      | 7 P 4 P            |
| 4     | Pekka Suvitie     | FIN  | 7,42      | 1. POL 2. FRG      | 7 P 4 P            |
| 5     | Ulrich Köwring    | FRG  | 7,42      | 1. POL 2. FRG      | 7 P 4 P            |
| 6     | Reijo Villakoski  | FIN  | 7,34      | 1. POL 2. FRG      | 7 P 4 P            |

Datum: 6. Juni

### Dreisprung
| Platz | Athlet              | Land | Weite (m) | Länderkampfwertung | Länderkampfwertung |
| ----- | ------------------- | ---- | --------- | ------------------ | ------------------ |
| 1     | Andrzej Sontag      | POL  | 16,45     | 1. FIN 2. FRG      | 7 P 4 P            |
| 2     | Pentti Kuukasiärvi  | FIN  | 16,32     | 1. FIN 2. FRG      | 7 P 4 P            |
| 3     | Eugeniusz Biskupski | POL  | 16,30     | 1. FIN 2. FRG      | 7 P 4 P            |
| 4     | Ludwig Franz        | FRG  | 15,75     | 1. POL 2. FRG      | 8 P 3 P            |
| 5     | Erik Janssen        | FIN  | 15,37     | 1. POL 2. FRG      | 8 P 3 P            |
| 6     | Axel Schaper        | FRG  | 14,71     | 1. POL 2. FRG      | 8 P 3 P            |

Datum: 7. Juni

### Kugelstoßen
| Platz | Athlet                | Land | Weite (m) | Länderkampfwertung | Länderkampfwertung |
| ----- | --------------------- | ---- | --------- | ------------------ | ------------------ |
| 1     | Ralf Reichenbach      | FRG  | 20,04     | 1. FRG 2. FIN      | 8 P 3 P            |
| 2     | Josef Forst           | FRG  | 18,70     | 1. FRG 2. FIN      | 8 P 3 P            |
| 3     | Mieczysław Bręczewski | POL  | 18,69     | 1. FRG 2. FIN      | 8 P 3 P            |
| 4     | Matti Yrjölä          | FIN  | 18,66     | 1. FRG 2. POL      | 8 P 3 P            |
| 5     | Michal Gruszczyinski  | POL  | 18,16     | 1. FRG 2. POL      | 8 P 3 P            |
| 6     | Jukka Tapio           | FIN  | 18,02     | 1. FRG 2. POL      | 8 P 3 P            |

Datum: 6. Juni

### Diskuswurf
| Platz | Athlet             | Land | Weite (m) | Länderkampfwertung | Länderkampfwertung |
| ----- | ------------------ | ---- | --------- | ------------------ | ------------------ |
| 1     | Markku Tuokko      | FIN  | 63,98     | 1. FIN 2. FRG      | 8 P 3 P            |
| 2     | Pentti Kahma       | FIN  | 62,54     | 1. FIN 2. FRG      | 8 P 3 P            |
| 3     | Lech Gaidzinski    | POL  | 58,74     | 1. FIN 2. FRG      | 8 P 3 P            |
| 4     | Miron Andrzejewski | POL  | 55,06     | 1. POL 2. FRG      | 8 P 3 P            |
| 5     | Lothar Pongratz    | FRG  | 54,62     | 1. POL 2. FRG      | 8 P 3 P            |
| 6     | Josef Forst        | FRG  | 50,44     | 1. POL 2. FRG      | 8 P 3 P            |

Datum: 6. Juni

### Hammerwurf
| Platz | Athlet           | Land | Weite (m) | Länderkampfwertung | Länderkampfwertung |
| ----- | ---------------- | ---- | --------- | ------------------ | ------------------ |
| 1     | Karl-Hans Riehm  | FRG  | 76,46     | 1. FRG 2. FIN      | 8 P 3 P            |
| 2     | Walter Schmidt   | FRG  | 70,80     | 1. FRG 2. FIN      | 8 P 3 P            |
| 3     | Harri Huhtala    | FIN  | 68,44     | 1. FRG 2. FIN      | 8 P 3 P            |
| 4     | Szymon Jagliński | POL  | 68,28     | 1. FRG 2. POL      | 8 P 3 P            |
| 5     | Heikki Kangas    | FIN  | 65,42     | 1. FRG 2. POL      | 8 P 3 P            |
| 6     | Janusz Ryś       | POL  | 64,00     | 1. FRG 2. POL      | 8 P 3 P            |

Datum: 7. Juni

### Speerwurf
| Platz | Athlet           | Land | Weite (m) | Länderkampfwertung | Länderkampfwertung |
| ----- | ---------------- | ---- | --------- | ------------------ | ------------------ |
| 1     | Hannu Siitonen   | FIN  | 84,42     | 1. FIN 2. FRG      | 8 P 3 P            |
| 2     | Aimo Aho         | FIN  | 84,28     | 1. FIN 2. FRG      | 8 P 3 P            |
| 3     | Michael Wessing  | FRG  | 80,02     | 1. FIN 2. FRG      | 8 P 3 P            |
| 4     | Klaus Wolfermann | FRG  | 79,66     | 1. FRG 2. POL      | 8 P 3 P            |
| 5     | Jacek Damszel    | POL  | 78,28     | 1. FRG 2. POL      | 8 P 3 P            |
| 6     | Piotr Bielczyk   | POL  | 76,98     | 1. FRG 2. POL      | 8 P 3 P            |

Datum: 7. Juni